# Bolhač
Bolhač je skupno ime za več vrst cvetnic iz rodu krizantem (Chrysanthemum), ki jih zaradi privlačnih cvetov gojimo kot okrasne rastline. V splošnem so to trajnice s cvetovi, podobnimi marjetičinim, ki so lahko bele, rdeče ali rožnate barve. Nekateri rastlinski sistematiki posamezne vrste uvrščajo v soroden rod Tanacetum, zato se lahko v različnih virih pojavlja en ali drugi zapis.
Nekatere izmed njih, predvsem dalmatinski bolhač (Chrysanthemum cinerariifolium) in vrsta C. coccineum, so znane po tem, da njihove cvetne glavice vsebujejo estra piretrin ter cinerin, ki sta učinkovita insekticida, saj motita delovanje živčevja žuželk (sta t. i. nevrotoksina). Njuna vsebnost je visoka predvsem v cvetovih dalmatinskega bolhača, pri ostalih vrstah pa je bistveno nižja. Zaradi tega posušene in v prah zdrobljene cvetne glavice bolhača že dolgo uporabljajo kot naravno sredstvo proti žuželkam, bodisi kot suh prašek, bodisi raztopljene v olju ali vodi. Uporabno je predvsem za zatiranje kožnih zajedavcev (bolh, uši, stenic itd.) pri ljudeh in živalih, po čemer so dobile te rastline tudi ime. V odmerkih, ki za žuželke še niso smrtni, deluje kot repelent. Pripravek v obliki raztopine uporabljajo tudi za škropljenje poljščin; pri tem je potrebno upoštevati, da je toksičen tudi za koristne žuželke, kot so čebele, zato je priporočljivo z njim škropiti zvečer, saj na svetlobi naslednje jutro hitro razpade. Poleg neobstojnosti na svetlobi je za piretrin značilno, da skoraj ni toksičen za sesalce in se v organizmih ne akumulira, bolj škodljiv je le za ribe. Iz piretrina s kemično modifikacijo izdelujemo cel razred sintetičnih insekticidov s skupnim imenom piretroidi.
Predvsem dalmatinski bolhač zaradi insekticidnih lastnosti sadijo v okolici nasadov kulturnih rastlin, saj naj bi odganjal listne uši, pršice prelke, klope, rastlinojede stenice in druge škodljivce. Raste na odprtih in sončnih tleh, najbolje uspeva v alkalni in odcedni zemlji. Sejemo ga pozno spomladi ali poleti. Posamezne cvetne glavice z dolgimi belimi listi in ploskim rumenim cvetiščem se pojavijo sredi poletja. Zmečkane širijo jedko aromo, podobno vratičevi. Steblo se razveja v več manjših stebel, na katerih se razcvetijo cvetovi na višini 75 cm. Listi so nežno razcepljeni, sivozeleni z zelenim robom in spodaj prekriti z belim puhom. Dodatno bolhačevo dobro lastnost je slikovito opisal kitajski popotnik Džang Jee: »Zanimivo naključje je da si lahko z njegovimi listi lahko obrišemo prste, potem ko smo si privoščili sočne rake, saj zbrišejo njihov vonj.«